# Austrégésile de Bourges
Pour les articles homonymes, voir Bourges.
Saint Austrégésile, appelé le plus souvent saint Outrille, est un prélat catholique qui fut évêque puis archevêque de Bourges entre 612 et 624,,. il est fêté le 20 mai;

## Biographie
Il est peut-être né à Bourges en 551 dans une famille wisigothe. Grégoire de Tours en fait le compagnon de ses études. Il est élevé dans la culture des lettres et de l'Écriture sainte, il est attaché à la cour du roi Gontran, puis il quitte la cour et embrasse la vie ecclésiastique. Il reçoit la tonsure de saint Aunaire, évêque d'Auxerre. Il est ordonné sous-diacre par saint Ethère, évêque de Lyon (589-602), il est nommé abbé de Saint-Nizier.

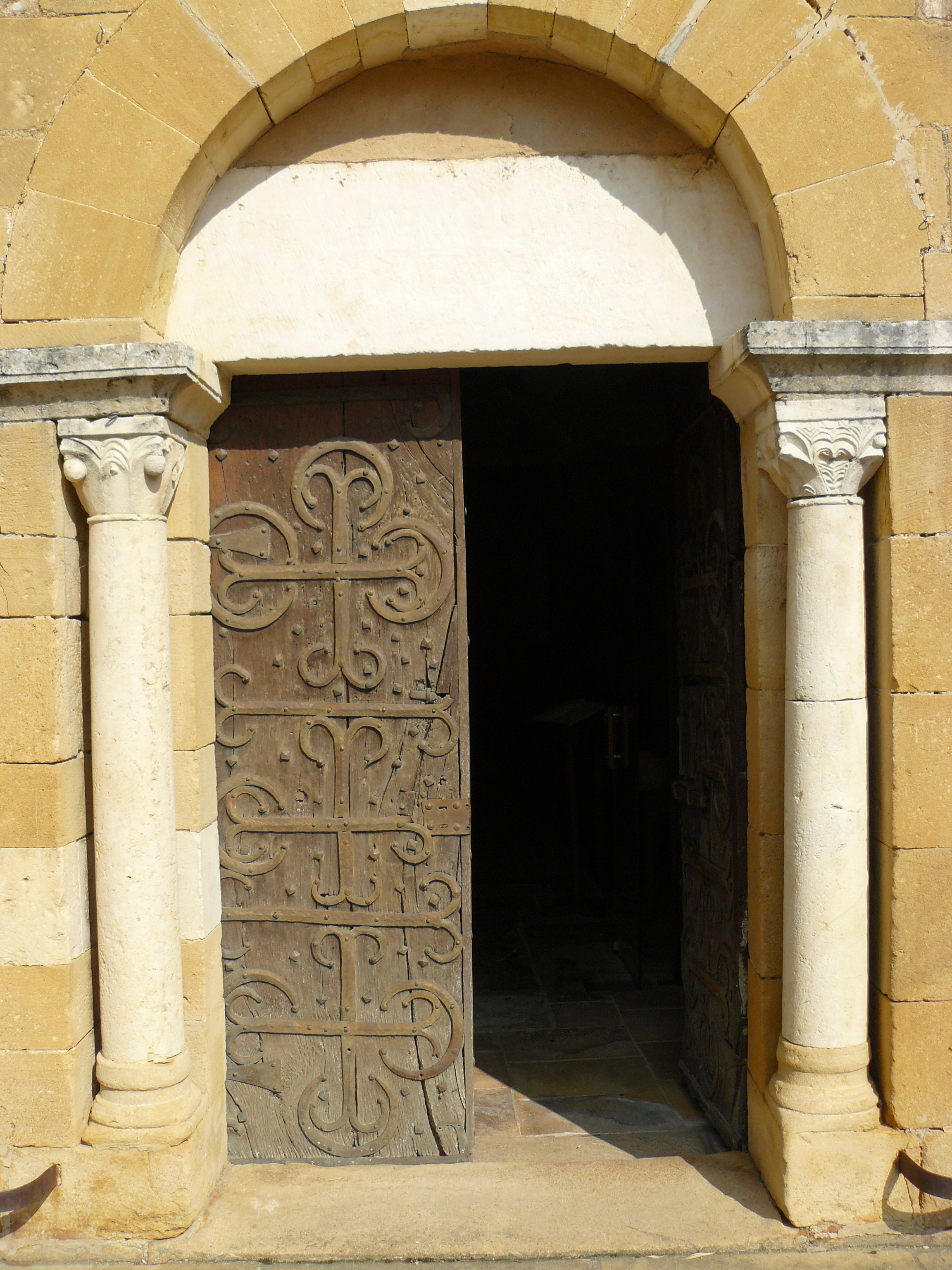
Vantaux du portail de l'église Saint-Dutrille de Frontenas.

Après la mort d'Apollinaire, il est sacré évêque de Bourges, en le  13 février 612. Il semble être le premier archevêque d'ascendance wisigothe, tous les archevêques antérieurs, y compris son prédécesseur Apollinaire, sont issus d'une famille romaine. Il reçoit à Bourges vers 613, saint Amand qui deviendra ultérieurement évêque de Maastricht. Il l'installe dans une cellule spécialement construite à son attention sur la partie supérieure des murs de la ville, près de l'église cathédrale. Amand y reste une quinzaine d'années y menant une vie érémitique. Il meurt le 20 mai 624 et il est fêté le 20 mai.
Il bénéficie, ainsi que son successeur saint Sulpice, d'une hagiographie abondante dès la période mérovingienne. Deux Vitæ leur sont consacrées. Les plus anciennes Vita Austrigisili episcopi Biturigi (BHL 839) et la  Vita sancti Sulpitii (BHL7927-7928) furent rédigées pratiquement de leur temps. Datées du VIIe siècle, elles sont reprises au IXe siècle (respectivement BHL 841 et BHL 7930)
Les communes de Saint-Outrille dans le Cher et Saint-Aoustrille, près d'Issoudun, dans l'Indre sont nommées d'après Austrégésile. À Azay-sur-Cher, en Indre-et-Loire, une fontaine Saint-Aoustrille alimente un lavoir; cette source alimentait l'aqueduc qui, depuis Bléré, fournissait l'eau à Tours.
La commune de Frontenas, dans le département du Rhône, possède une église romane dédiée à saint Austrégésile, appelé localement « saint Dutrille ». Cette église du XIIe siècle possède un remarquable portail classé.

### Sources et bibliographie
- Alban Butler, Jean-François Godescard et Petrus Franciscus Xaverius De Ram, Vies des pères, martyrs et autres principaux saints, tirées des actes originaux et des monuments les plus authentiques, vol. 3, Bruxelles, 1834 (lire en ligne)
- Juan Jaime Bourassé, Encyclopédie théologique. Dictionnaire de discipline ecclésiastique ou traité du gouvernement de l'église, t. 1, Paris, 1856 (lire en ligne)
- Nathalie Le Luel, « Étude des vies de Saint Ursin de Bourges: une première approche », Les Annales de Bretagne et des Pays de l'Ouest, vol. 114, no 1,‎ 2007 (ISBN 978-2-7535-0452-3, lire en ligne)
- J. L. Romelot, Description historique et monumentale de l'église patriarcale, primatiale et métropolitaine de Bourges, Bourges, 1821 (lire en ligne), p. 221-222